# Стельмашенко Михайло Оксентійович
Михайло Оксентійович Стельмашенко (1864, c. Межиріч, Київської губернії — листопад 1925, Париж, Франція) — священнослужитель, педагог, член Київського клубу російських націоналістів, засновник Гімназії Стельмашенка в Києві.

## Біографія
Михайло Стельмашенко народився в селі Межиріччя Черкаського повіту Київської губернії в селянській родині. Освіту здобував у Духовному училищі та в Київській Духовній семінарії, яку закінчив в червні 1887 року. 
Після закінчення семінарії викладав в церковно-приходських школах в Черкаському та Канівському повітах Київської губернії. У 1890 році був висвячений у ієреї та призначений на служіння в церкві села Грузьке Київського повіту. З 1893 року був місіонером 2-го округу Київського повіту, в 1897 році служив в селі Леськи Черкаського повіту, а потім був призначений законовчителем Лесківської гімназії. 
1900 року Стельмашенко переїхав до Києва, де став настоятелем домової церкви та законовчителем Маріїнського жіночого притулку. У цьому ж році був зарахований як вільний слухач на історико-філологічний факультет Київського університету. 1902 році отримав золоту медаль від факультету за твір «Петро Скарга» і був зарахований у дійсні студенти. 20 вересня того ж року отримав посаду настоятеля в  домовій церкві Дягтеревскої богадільні. 
1904 року Стельмашенко закінчив університет і був залишений як професорський стипендіат на кафедрі загальної історії. Крім того, Стельмашенко екстерном за два роки закінчив Київську Духовну академію, отримавши в 1906 році ступінь кандидата богослів'я з правом захисту магістерської дисертації без нових усних іспитів.
1907 році Стельмашенко заснував у Києві приватну чоловічу гімназію і став її директором. 1910 року спеціально для гімназії було побудовано нове п'ятиповерхову будівлю в Рильському провулку. Виховання в гімназії будувалося в монархічному, православному дусі. 
Стельмашенко був також організатором та пропагандистом мережі гімназичного туризму, суть якої полягала в тому, що будівлі гімназій влітку переобладнувалися в безкоштовні готелі, й гімназисти могли подорожувати по містах, відвідувати екскурсії, які проводили викладачі. Крім того, отець Михайло з 1909 року очолював Комісію Київського навчального округу з цензури кінофільмів. Він також входив до складу Єпархіальної училищної ради, був редактором журналу «Проблиски».
1914 року був нагороджений золотим наперсним хрестом, крім того був нагороджений орденом св. Анни 3-го ступеня. 2 червня 1916 року став протоієреєм.
1909 року Стельмашенко став членом Київського клубу російських націоналістів.
1919 року, після приходу до влади більшовиків, емігрував через Константинополь до Чехословаччини. Восени 1921 року брав участь в Карловарському З'їзді духовенства, де висловив незгоду з проектом Звернення про відновлення в Росії династії Романових. З 1922 по 1926 був настоятелем російської церкви в Празі, перебуваючи в юрисдикції митрополита Євлогія (Георгіївського), потім певний час служив в Христове-Різдвяній церкви під Флоренцією. Після призначення настоятелем храму в Тегелі під Берліном помер на шляху до Берліна, зупинившись в Парижі у митрополита Євлогія.

## Твори
- Политическая деятельность Петра Скарги. Киев, 1902.
- Внутренний быт Польши по свидетельству современников. Киев, 1905.
- История Рима. Сокращенный курс лекций. Киев, 1906.
- О необходимости развития любви к родине в учащихся низших и средних учебных заведений. Доклад. Киев, 1909.
- Следы восточного христианства в Польше. Киев, 1909.
- Правда о русских евреях (по научно-историческим данным). 1904—11. Изд. 2-е. Киев, 1911. [Архівовано 10 листопада 2012 у Wayback Machine.]
- Об отношении России к балканским народам в прошлом. Киев, 1912.
- Карманный путеводитель по Киеву. Киев, 1913.
- Киев, его святыни и достопримечательности. Илл. путеводитель для паломников. Киев, 1914.
- Спасайте народ. Речь в собрании Киевского Св.-Владимирского братства. Киев, 1914.